# Frithiof Kallenberg
Frithiof Kristian Magnus Kallenberg, född den 15 mars 1858 i Malmö, död där den 6 mars 1935, var en svensk jurist. Han var far till Sten Kallenberg.
Kallenberg blev student vid Lunds universitet 1876 och avlade examen till rättegångsverken 1879. Han blev vice häradshövding 1883, tillförordnad fiskal i Skånska hovrätten 1884, adjungerad ledamot där 1886, assessor 1889 och tillförordnad revisionssekreterare 1892. Kallenberg var hovrättsråd i Skånska hovrätten 1897–1928, divisionsordförande där 1905–1928 och tillförordnad president i hovrätten 1914–1917 och 1926–1928. Han blev inspektor för Kristianstads högre allmänna läroverk 1911. Kallenberg blev riddare av Nordstjärneorden 1898, kommendör av andra klassen av samma orden 1912 och kommendör av första klassen 1916. Han vilar på Sankt Pauli mellersta kyrkogård.